# Kubikmeter fast mått toppmätt
Kubikmeter fast mått toppmätt (m³to) är det svenska handelsmåttet för rundvirke avsett som timmer. Volymen som beräknas är produkten mellan stockens längd och dess tvärsnittsarea under bark en decimeter in från toppändan.